# Avenida del General Marvá
La avenida del General Marvá es una amplia avenida, situada en el centro de la ciudad española de Alicante, que dispone de un paseo central ajardinado a modo de rambla. Junto con las avenidas del Doctor Gadea y de Federico Soto, forma un gran eje urbano, de un kilómetro de longitud y perpendicular al mar, que se prolonga desde las faldas del monte Tossal hasta el Parque de Canalejas, y por extensión, al puerto de la ciudad. Recibe su nombre del ingeniero militar José Marvá y Mayer.

## Descripción
La avenida del General Marvá sirve de límite entre el barrio de Ensanche Diputación y el del Mercado. Es la calle del eje Gadea-Soto-Marvá más alejada del mar, y la única que se ve interrumpida por una avenida perpendicular (la avenida Benito Pérez Galdós). Atendiendo a la numeración de las calles, la avenida tiene una orientación sureste-noroeste, que se extiende desde la emblemática plaza de los Luceros hasta las escaleras monumentales de escaleras monumentales de  Jorge Juan, que permiten el acceso al Monte Tossal.
En el extremo sur del paseo central de la avenida existe un acceso a la estación subterránea de Luceros del TRAM de Alicante.

## Puntos de interés
De norte a sur:
- Escaleras de Jorge Juan: escaleras monumentales, situadas al final de la avenida General Marvá, para salvar el desnivel con el Monte Tossal.
- Plaza de los Luceros: la plaza más emblemática de la ciudad. Separa las avenidas General Marvá y Federico Soto.